# Marianne Thamm
Marianne Thamm (nascuda el 12 de març de 1961) és una periodista, escriptora i humorista sud-africana. És editora assistent del Daily Maverick i ha escrit diversos llibres. El 2016, va publicar les memòries, Hitler, Verwoerd, Mandela i jo.
Thamm va néixer a Anglaterra, on el seu pare alemany havia estat presoner de guerra i va conèixer la mare de Thamm, una treballadora de la llar portuguesa. Thamm es descriu com una "meitat portuguesa, meitat alemanya, una immigrant lesbiana atea catòlica romana en recuperació". Viu a Ciutat del Cap amb la seva parella i dues filles.